# Malans, Schweiz
Malans är en ort och kommun i regionen Landquart i kantonen Graubünden, Schweiz. Kommunen har 2 527 invånare (2023).
Kommunen ligger i landskapet Bündner Herrschaft i kantonens nordligaste del, där floden Rhen nås av bifloden Landquart.  

## Språk
Det rätoromanska språket trängdes undan av tyska från 1300- till 1500-talet, främst genom inflyttning från lägre belägna delar av Rhendalen och området runt Bodensjön. 

## Religion
Malans reformerades 1525-26.

## Näringar
Vinodling är traditionellt en väsentlig del av det lokala näringslivet. En stor del av de förvärvsarbetande pendlar ut, främst till Landquart och Chur.